# Тежки крайцери тип „Сюфрен“
Сюфрен (на френски: Suffren) са серия тежки крайцери на ВМС на Франция от времето на Втората световна война. Всичко от проекта за флота са построени 4 единици: „Сюфрен“ (на френски: Suffren), „Колбер“ (на френски: Colbert), „Фош“ (на френски: Foch) и „Дюпле“ (на френски: Dupleix). Всички кораби от серията чувствително се различават помежду си по тактико-технически характеристики и външен вид. Те са развитие на проекта „Дюкен“, а се създават като отговор на италианските тежки крайцери от типа „Тренто“. Последващо развитие на типа „Сюфрен“ става тежкият крайцер „Алжери“.

## Създаване
Още преди началото на строителството на първите френски тежки крайцери от типа „Дюкен“ проектът е подложен на критика за крайно слабата, практически символична защита. Беспокойството на Морския генерален щаб (на френски: Etat-Major General) се усилва след получаване на известията за това, че първите италиански тежки крайцери от типа „Тренто“ ще носят 70 mm брониран пояс и 50 mm бронирана палуба. На техен фон крайцерите от типа „Дюкен“ изглеждат „картонени“. За това, формулирайки изискванията към тактико-техническите характеристики на бъдещите тежки крайцери, предполагаеми за строителство по програмата от 1925 г., Морския генерален щаб изразява желанието да получи по-защитени бойни единици. Заданието е формулирано на 11 февруари 1924 г. и предполага постигането на следните характеристики:
- Съхраняване на плаваемост, устройчивост и ход при попадение на торпедо калибър 550 mm и близък разрив на 100 kg авиабомба;
- Бронева защита, способна да устои на попадения от 140 mm снаряди и 100 kg авиобомби;
- Въоръжение не по-слабо, отколкото на крайцерите от типа „Дюкен“;
- Далечина на плаване 5000 мили на ход 15 възела;
- Максимално възможна мощност и скорост, желателно 33 възела[3].

## Конструкция

### Въоръжение
| калибър, mm                           | 203,2       | 203,2       | 90      | 75     | 37        | 13,2  |
| дължина на ствола, калибри            | 50          | 50          | 50      | 50     | 50        | 76    |
| маса на оръдието, kg                  | 20 716      | 20 716      | 1570    | 1070   | 300       | 19,5  |
| скорострелност, изстрела/минута       | 4 – 5       | 4 – 5       | 12 – 15 | 8 – 15 | 30 – 42   | 200   |
| тегло на снаряда, kg                  | 123,8 – 134 | 123,8 – 134 | 9,5     | 5,93   | 0,725     | 0,052 |
| начална скорост, m/s                  | 820         | 820         | 850     | 850    | 810 – 840 | 800   |
| максимална далечина на стрелбата, m   | 30 000      | 30 000      | 15 600  | 14 100 | 7150      | 7200  |
| максимална досегаемост по височина, m | –           | –           | 10 600  | 10 000 | 5000      | 1500  |

## История на службата
| име      | корабостроителница     | дата на залагане   | дата на спускане на вода | влизане в строй     | бележки                                                                             |
| -------- | ---------------------- | ------------------ | ------------------------ | ------------------- | ----------------------------------------------------------------------------------- |
| „Сюфрен“ | Брестки арсенал, Брест | 17 април 1926 г.   | 3 май 1927 г.            | 1 януари 1930 г.    | Изключен от състава на флота на 27 декември 1962 г., продаден за скрап през 1974 г. |
| „Колбер“ | Брестки арсенал, Брест | 12 юни 1927 г.     | 20 април 1928 г.         | 4 март 1931 г.      | потопен в Тулон на 27 ноември 1942 г.                                               |
| „Фош“    | Брестки арсенал, Брест | 21 юни 1928 г.     | 24 април 1929 г.         | 15 сентября 1931 г. | потопен в Тулон на 27 ноември 1942 г.                                               |
| „Дюпле“  | Брестки арсенал, Брест | 14 ноември 1929 г. | 9 октомври 1930 г.       | 20 юли 1932 г.      | потопен в Тулон на 27 ноември 1942 г.                                               |

### „Сюфрен“
Службата на „Сюфрен“ започва през ноември 1929 г., още преди официалното влизане в строй, с включването му в състава на 1-ва лека дивизия, базираща се в Брест.

## Оценка на проекта
Тежките крайцери тип „Сюфрен“ са междинен тип френски кораби, от този клас, между „Дюкен“ и „Алжери“. Стремежът на командването на флота да получи по-защитени крайцери води до видимо подобряване на бронирането при новия тип, като масата на бронята расте от кораб на кораб, а схемата на защита през цялото време се усъвършенства. Различията между крайцерите се оказват толкова значителни, че двойките „Сюфрен“ – „Колбер“ и „Фош“ – „Дюпле“ могат да се отнесат към различни типове. Тънкият брониран пояс на първите два не дава на крайцерите сериозна защита от огъня на крайцерите на противника, защитеността на втората двойка се оказва по-висока. Въпреки това, по своите характеристики, всички крайцери от този тип са прилични по качество кораби и без да изпъкват с нищо сред аналозите им. Но започнатия в рамките на този проект процес на усъвършенстване на защитата на тежките крайцери води в крайна сметка към появата на най-съвършения френски крайцер – „Алжери“.